# Megascelis fusipes
Megascelis fusipes es una especie de insecto coleóptero de la familia Chrysomelidae.
Fue descrita científicamente en 2001 por Tiape Gómez & Savini.